# Rondvaartboten in Amsterdam

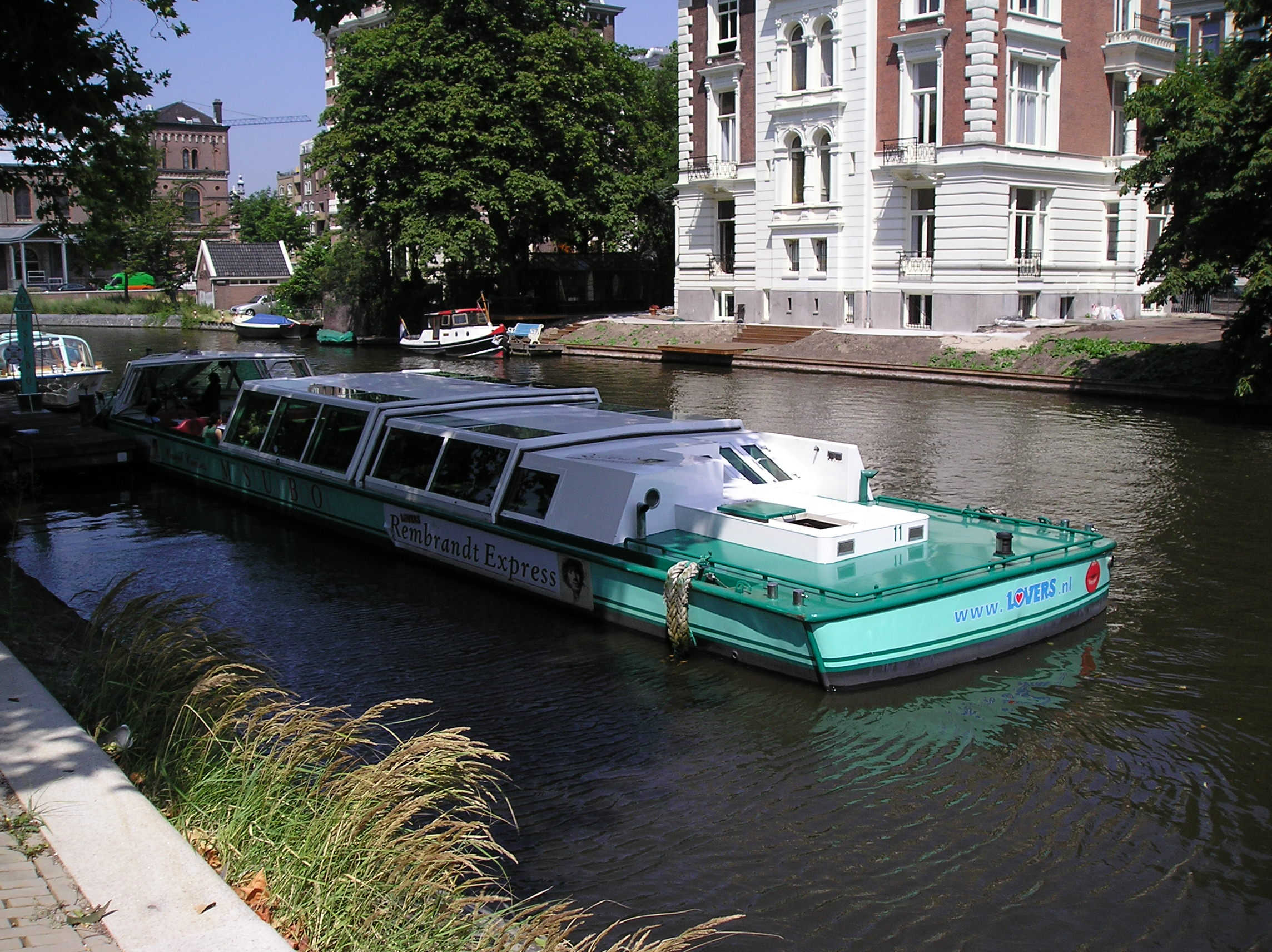
Museumboot

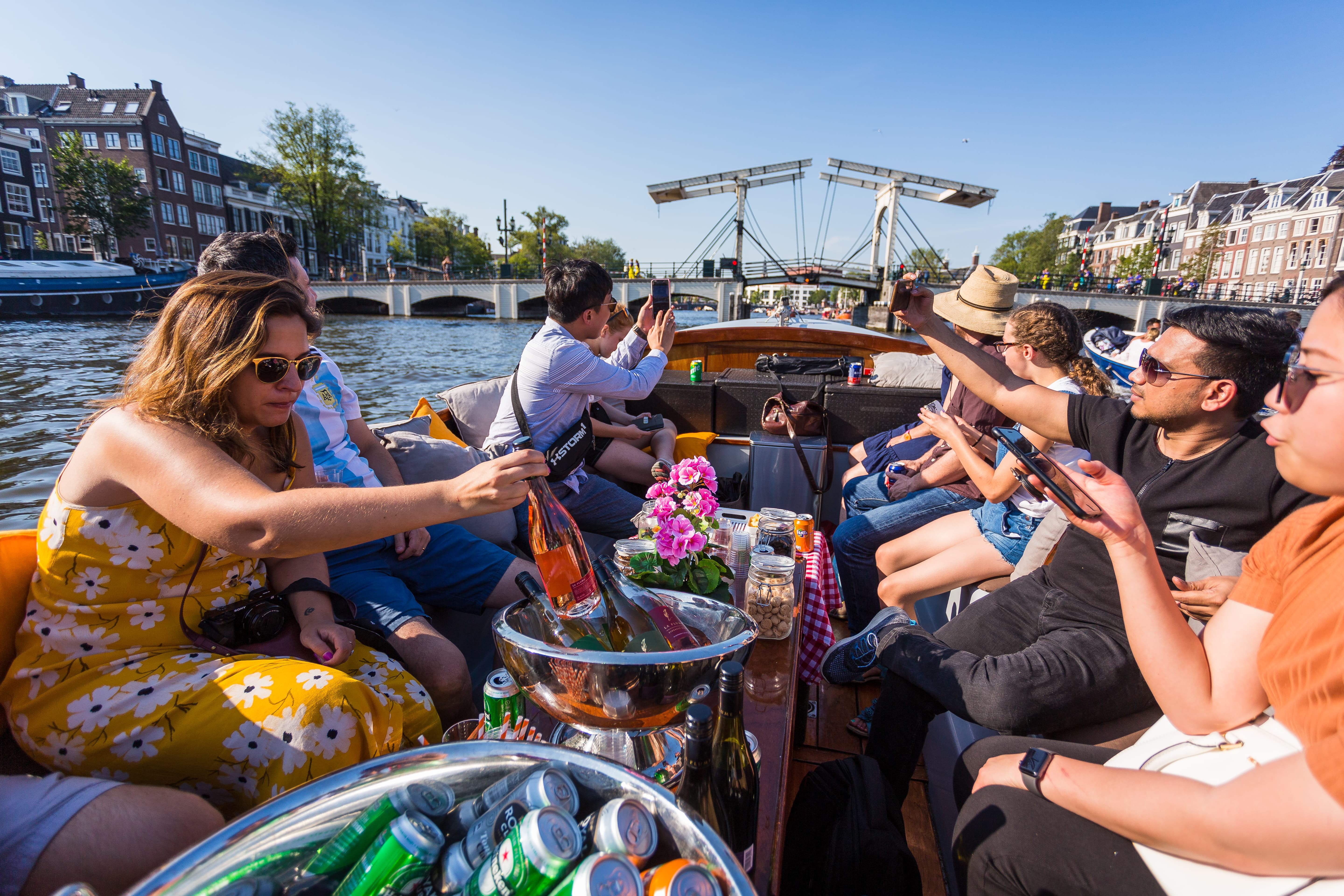
Open boot rondvaart met catering

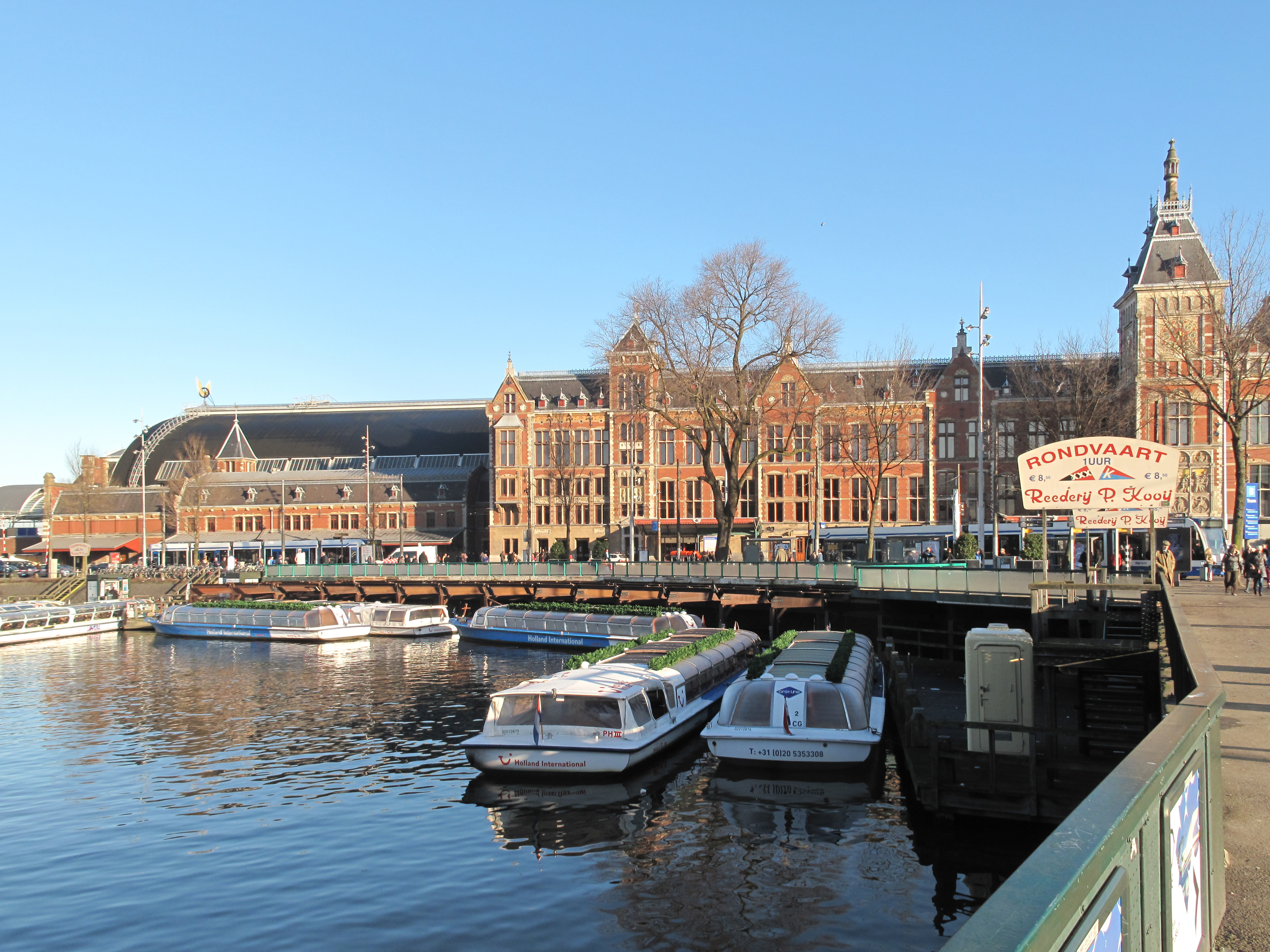
Rondvaartboten bij station

Van de rondvaartboten in Amsterdam maken jaarlijks ongeveer drie miljoen mensen gebruik. Het is een van de drukst bezochte attracties van Nederland.

## Geschiedenis
In 1901 werd de allereerste rondvaart georganiseerd. Deze startte vanaf de steiger bij Hotel de Doelen. In die tijd was de rondvaart uitsluitend weggelegd voor de welgestelde Amsterdammers en die Amsterdam kwamen bezoeken. Het was niet heel populair, met name door de stank die kwam van de toen nog smerige grachten. Tot 1935 werd alle riolering gedumpt in de grachten. Gelukkig zijn later de grachten schoon gespoeld door het gemaal Zeeburg.
Bekende gasten, zoals Winston Churchill, de The Beatles en Nelson Mandela maakten een tocht met een rondvaartboot in Amsterdam. Het Nederlandse voetbalelftal werd in 2010 met een tocht per rondvaartboot gehuldigd. Het onthalen van beroemde bezoekers op een rondvaart door de Amsterdamse grachten is een traditie die tot de dag van vandaag in stand wordt gehouden.

## Bedrijfstak
Amsterdam telt meer dan 110 rondvaart- en lijndienstboten. Daarnaast zijn er ook nog meer dan 130 bemande en onbemande verhuurboten zoals sloepen en waterfietsen, en veel salonboten geschikt voor privé verhuren. Per 2022 zijn alle vergunningen omgezet van onbepaald naar bepaalde tijd. Door middel van een loting die om de 4 jaar plaatsvindt worden afgelopen vergunningen opnieuw verloot. Door middel van verschillende protesten en rechtszaken is er geprobeerd dit tegen te gaan.
Formeel is een rondvaartboot van het Amsterdamse grachtentype een passagiersschip met een lengte op de waterlijn van minder dan 25 meter, zoals ontwikkeld voor de rondvaarten in Amsterdam, en dat:
1. één laag passagiersaccommodatie heeft, deels verzonken tot beneden het gangboord,
2. is voorzien van een grotendeels doorgaande opbouw met grote ramen,
3. een tot beneden het gangboord verzonken open kuip kan hebben van ten hoogste 25% van de lengte op de waterlijn,
4. een stuurstand heeft aan de voorzijde van de passagiersaccommodatie, en
5. is bestemd voor gebruik op de binnenwateren van zones 3 of 4.[1] Er mag mee gevaren worden met een Vrijstellingsbewijs Schipper rondvaartboot van het Amsterdamse grachtentype, een  "groot vaarbewijs" is ondanks het soms grote aantal passagiers niet noodzakelijk.

## Soorten aandrijving
Boten in Amsterdam hebben de volgende soorten aandrijving:
- op aardgas varende boten
- elektrische sloepen
- op waterstof
- dieselmotoren
- hybride diesel-elektrische aandrijving

Tegenwoordig is de gemeente Amsterdam bezig om de professionele vaart over te laten stappen naar elektrische energie. Zo moeten nieuwe exploitanten CO2-neutraal zijn om een vergunning te krijgen.

## Opstapplaatsen
Er zijn verschillende opstapplaatsen van de reguliere rondvaartboten:
- Damrak
- Rokin
- Prins Hendrikkade
- Oosterdok (Sea Palace)
- Stadhouderskade
- Rijksmuseum
- Anne Frank huis

Opstapplaatsen en aanbod van rondvaarten verschillen in winter- en zomerperiode. Waar men precies moet opstappen verschilt per rederij, dus het is belangrijk om op het geboekte kaartje te kijken waar men moet zijn om de rondvaart te beginnen.

## Vaarroutes
Afhankelijk van de opstapplaats en rederij zal een standaard rondvaart (met een tijdsduur van een uur) meestal via de Amstel, Prinsengracht, Leidsegracht en de Herengracht gaan. De meeste rederijen varen met de klok mee. De rondvaartboten dienen zich te houden aan de maximum vaarsnelheid in de Amsterdamse grachten die per 1 januari 2017 is verlaagd van 7,5 naar 6,0 km/uur. De kleinere rondvaartsloepen nemen vaak ook wat meer kleinere grachten en alternatieve routes.
1. ↑  Binnenvaartregeling, Artikel 1.1 eerste lid, onder rondvaartboot van het Amsterdamse grachtentype